# Doprsni kip Ludvika XIV. (Bernini)
Doprsni kip Ludvika XIV. je marmorni doprsni kip, portret italijanskega umetnika Giana Lorenza Berninija. Nastal je leta 1665 med Berninijevim obiskom Pariza. Ta kiparski portret Ludvika XIV. je bil imenovan »najveličastnejši del portretiranja baročne dobe«. Doprsni kip je na ogled v Versajski palači, v Salon de Diane v kraljevem velikem apartmaju.

## Naročilo
Bernini je bil povabljen v Pariz kot del večje diplomatske izmenjave med papeštvom in Francijo. Domnevni razlog za obisk je bilo ustvarjanje novih modelov za palačo Louvre, vendar je mladi kralj Ludvik XIV. izjavil, da si želi tudi portretni doprsni kip. Berninijevi načrti za Louvre niso bili dobro sprejeti in niso bili upoštevani; pravzaprav je bil njihov neuspeh, da bi bili sprejeti, odraz splošnega antagonizma med italijanskim Berninijem in nekaterimi člani francoskega dvora. Vendar pa je bil portretni doprsni kip, ki je bil odvisen od bolj osebnega odnosa med kraljem in umetnikom, dokončan in v veliki meri velja za velik uspeh.

## Izvedba
Izdelava doprsnega kipa je neverjetno dobro dokumentirana, zahvaljujoč prizadevanjem francoskega pisca dnevnikov Paula Fréarta de Chantelouja, oskrbnika na dvoru Ludvika XIV., ki se je z Berninijem spoprijateljil med njegovim bivanjem v Parizu.
Klesanje doprsnega kipa je trajalo nekaj več kot tri mesece. Glede na Chanteloujev dnevnik je postopek izbire primernih marmornih blokov trajal nekaj dni. Med iskanjem primernega bloka marmorja za izdelavo doprsnega kipa je prišlo do razprave s člani dvora o tem ali bi Bernini izdelal kip celega telesa ali doprsni kip. Ko so bili izbrani možni bloki marmorja, je Bernini začel z risbami (nobena od njih ni ohranjena) in majhnimi glinenimi modeli kralja. Vendar se zdi, da se je Bernini, ko je opravil to začetno delo, odločil, da bo delal le med sestanki s kraljem. Njegov učenec, Giulio Cartari, je začel delati na klesanju izbranega bloka marmorja (in bo kasneje opravil večino draperij), nato pa je delo prevzel Bernini, ki je potreboval štirideset dni, da je dokončal delo. Upal je, da bo imel dvajset sestankov s kraljem med končnim postopkom rezbarjenja, toda dejansko jih je bilo trinajst po približno eno uro. Doprsni kip je močno oblikovan po prejšnjem doprsnem kipu Francesca d'Este, vojvode Modenskega, ki ga je Bernini izdelal skoraj desetletje pred tem in razen dejstva, da je bil Ludvikov plašč vodoravno nekoliko daljši, tega človek ne bi mogel razbrati.
Berninijev sin in biograf, Domenico Bernini, je opazil umetniške argumente svojega očeta o tem, zakaj je kralj pristal na sedenje tako dolgo in pojasnil, da je umetnik raje delal iz resnice (tj. resničnega življenja), namesto da bi se zanašal na nepotrebno domiselne dodatke, ki bi se prikradli v delo iz skic. Prav tako je Bernini želel videti kralja, kot je želel mnoge od teh drugih sedečih, ne da bi ostal nepremičen, ampak sedel in govoril tako, da je Bernini lahko ujel vse njegove značilnosti. Takšen pristop, ko je Bernini želel ujeti figuro v fizičnem in psihičnem gibanju, je bil pogost element Berninijevega dela: »samo podobnost ni zadostna. Treba je izraziti, kaj se dogaja v glavah junakov«, je zapisal Bernini. Bernini je kralja opazoval tudi na drugih lokacijah – med igranjem tenisa, počitkom po kosilu ali preprosto sprehajanjem po dvoru.
Filippo Baldinucci (biograf umetnikov/umetnostni zgodovinar) beleži številne dogodke, ki oglašujejo Berninijev domnevni vpliv na francosko kulturo, vključno z enim incidentom, ko je Bernini preuredil kraljeve lase, da bi bolj izpostavil kraljevo čelo – novemu slogu so očitno sledili vsi na francoskem dvoru in je postal znan kot Berninijeva modifikacija. Sodobni umetnostni zgodovinarji pa so glede tega skeptični; Jeanne Zarucchi trdi, da je bila sprememba namerna, saj je spremenila obliko kraljeve glave na nelaskav način.

## Opis
Veličastno naravo doprsnega kipa, ki je bil izklesan pozno v njegovi karieri, s svojo dramatično draperijo in kraljevsko naravo je mogoče videti kot nadaljevanje doprsnega kipa, ki ga je Bernini izdelal za Francesca I. D'Este.
Čeprav ni bil dejanski vojaški poveljnik, si je Bernini zamislil Ludvika v oklepu, pri čemer je črpal iz predstav o junaških kraljih, kot je bil Aleksander Veliki. Čeprav je bil majhen človek, je Ludvik predstavljen kot mogočna osebnost, ki združuje veličino z bogato eleganco duha. Draperija namiguje na gibanje vetra, hkrati pa prikazuje sposobnost kralja, da premaga takšne zemeljske motnje - strmi v daljavo, morda kot da bi ukazoval vojski, obrača obraz proti smeri, v katero piha veter. Bernini je morda raziskal tudi koncept Ludvika kot sončnega kralja na portretu, pri čemer je kraljeve lase povezal s sončnimi žarki in draperijo kot bežeče oblake.
Toda idealiziranje kralja kot velikega cesarja je bilo utemeljeno tudi z realnostjo. Značilnost Berninijevega kiparstva je bila, da je znal združiti abstraktne pojme, kot sta veličina in plemenitost, z natančnimi individualnimi lastnostmi portretiranca. Bernini je posvetil veliko pozornosti in se igral z lasmi, očmi, nosom, čelom in oblačili Ludvika, ki je naredil subtilne prilagoditve, ki so Berniniju omogočile, da je dal videz posameznega portretiranca, ne da bi bil suženjska kopija ali abstrakcija brez življenja.
Da bi okrepil vojaško veličino doprsnega kipa, je Bernini zasnoval velik globus, ki je deloval kot podstavek za doprsni kip in tako dal videti, da je ves svet platforma za Ludvikovo veličanstvo. Bernini je prav tako predvidel takšen podstavek za dvig celotne višine umetniškega dela, tako da bi umetniško delo sedelo zgoraj in bilo izven dotika gledalca. Vendar to ni bilo nikoli dokončano in doprsni kip je bil v 1680-ih premaknjen s položaja v palači Louvre v palačo Versailles, kjer je še vedno.

## Takojšen sprejem
Kljub zmerjanju francoskih kritikov na dvoru Ludvika XIV. je bil doprsni kip takoj ocenjen kot uspešen, o čemer pričajo številne reprodukcije. Model doprsnega kipa je bil izdelan leta 1666; do leta 1669 je bilo izdelanih najmanj sedem mavčnih odlitkov. Zgodnja bronasta različica je bila odpeljana v Quebec v Kanadi, a je zdaj izgubljena. Edina druga zgodnja kopija v bronu je v Narodni galeriji umetnosti v Washingtonu.